# Rindoon
Rindoon (Gaèlic irlandès: Rinn Dúin) és un poble abandonat del Comtat de Roscommon, Irlanda que es troba en un cap del Llac Ree, a 4km a l'est de Lecarrow.

## Història i arqueologia
El poble de Rindoon va ser construït durant la primera meitat del segle xiii. Es creu que el castell data de 1227 i va ser construït per Geoffrey de Marisco. Amb la ressurgència gaèlica de finals del segle xiii i principis del XIV, el poble va ser saquejat i finalment abandonat.

## Galeria

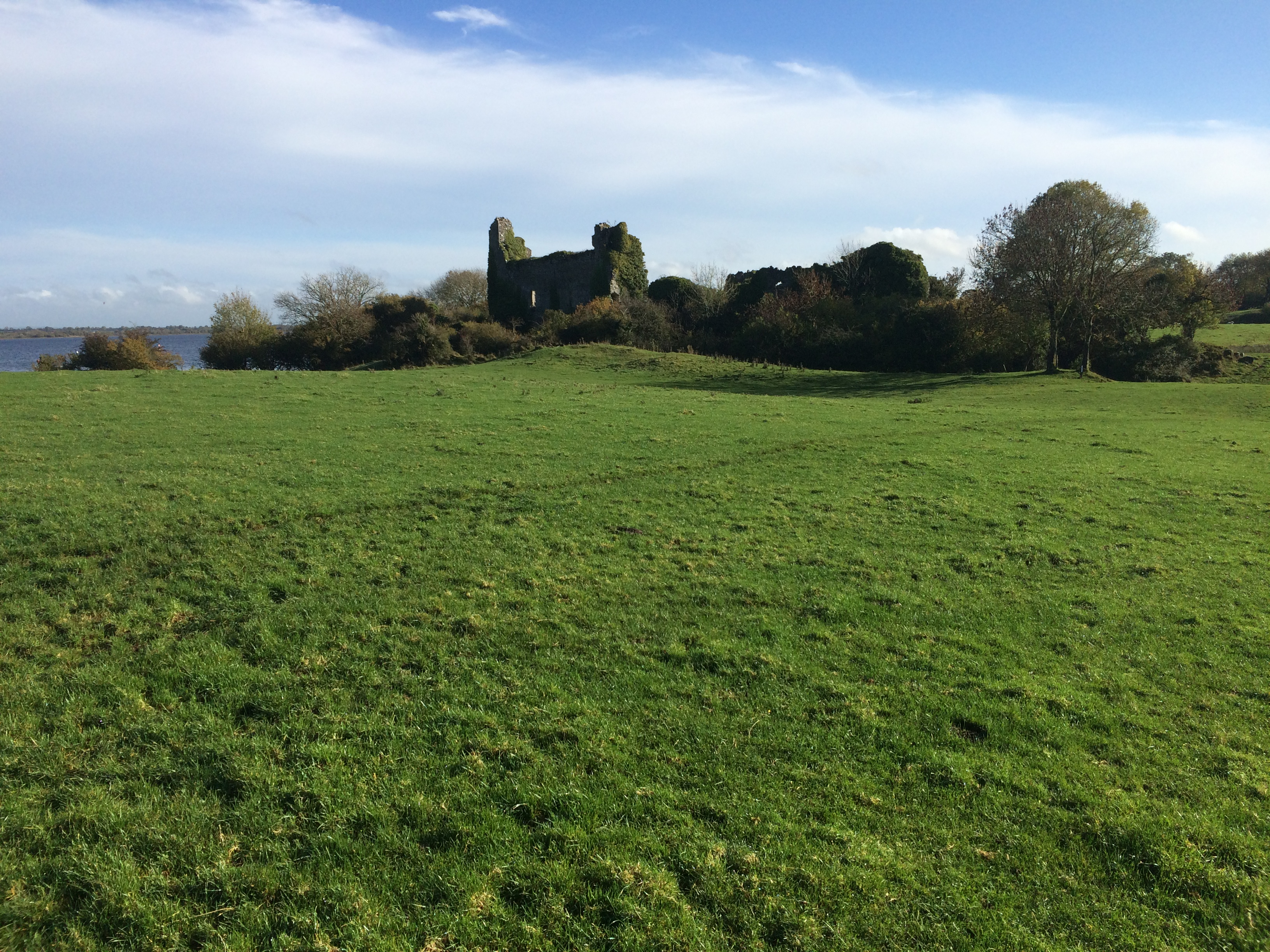
Castell de Rindoon
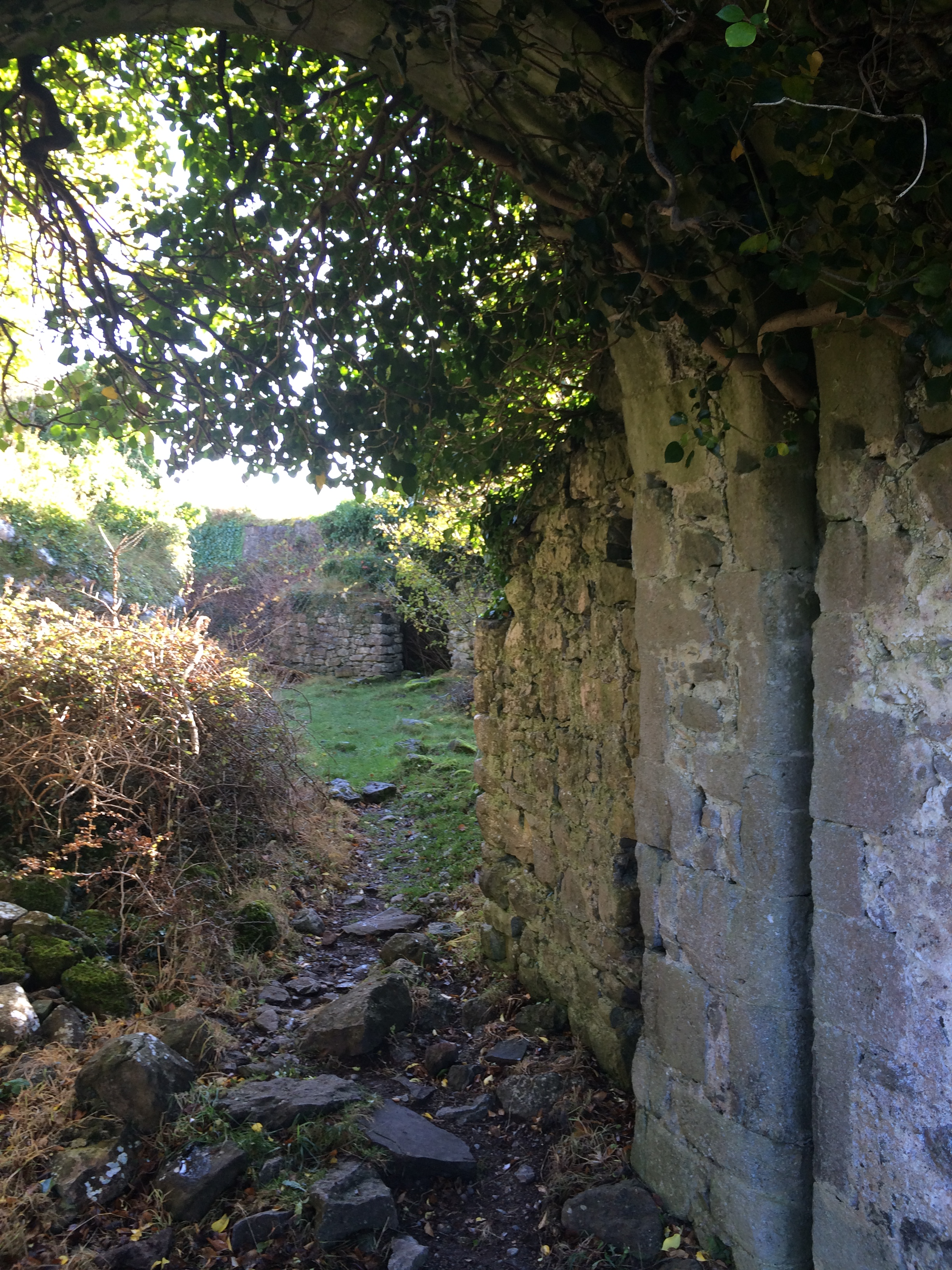
Entrada principal al castell de Rindoon
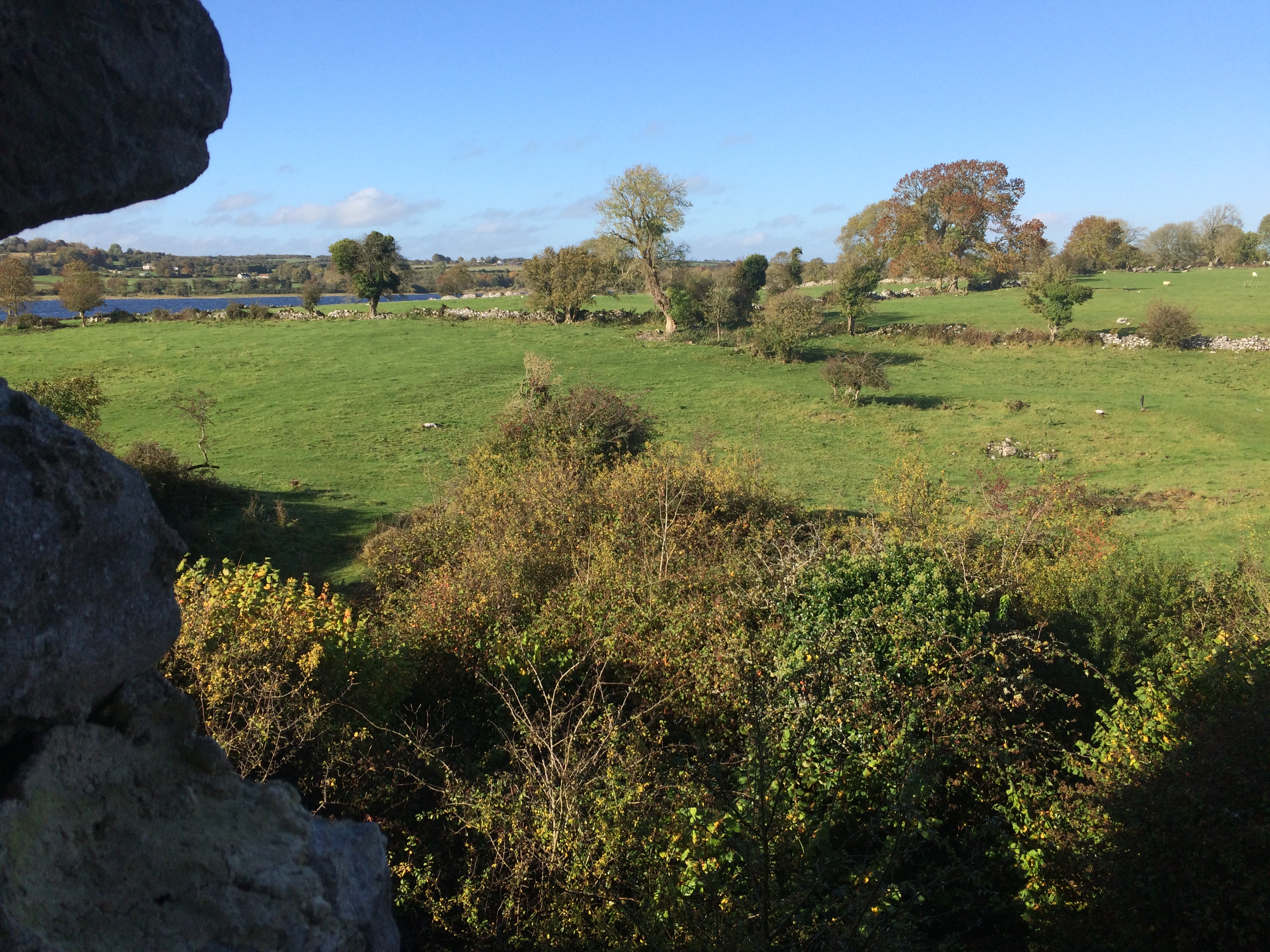
Vista del castell de Rindoon
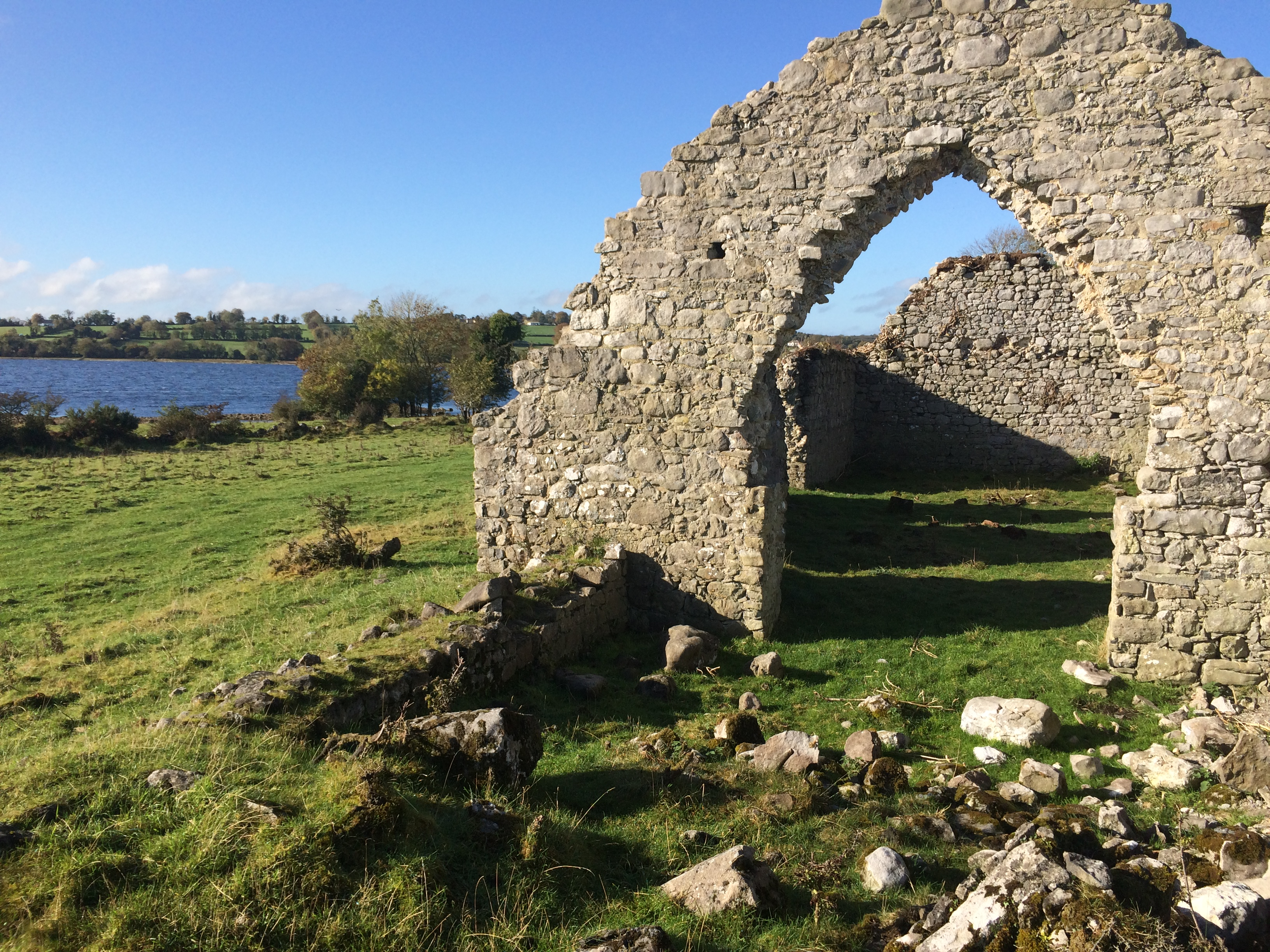
Església de Rindoon
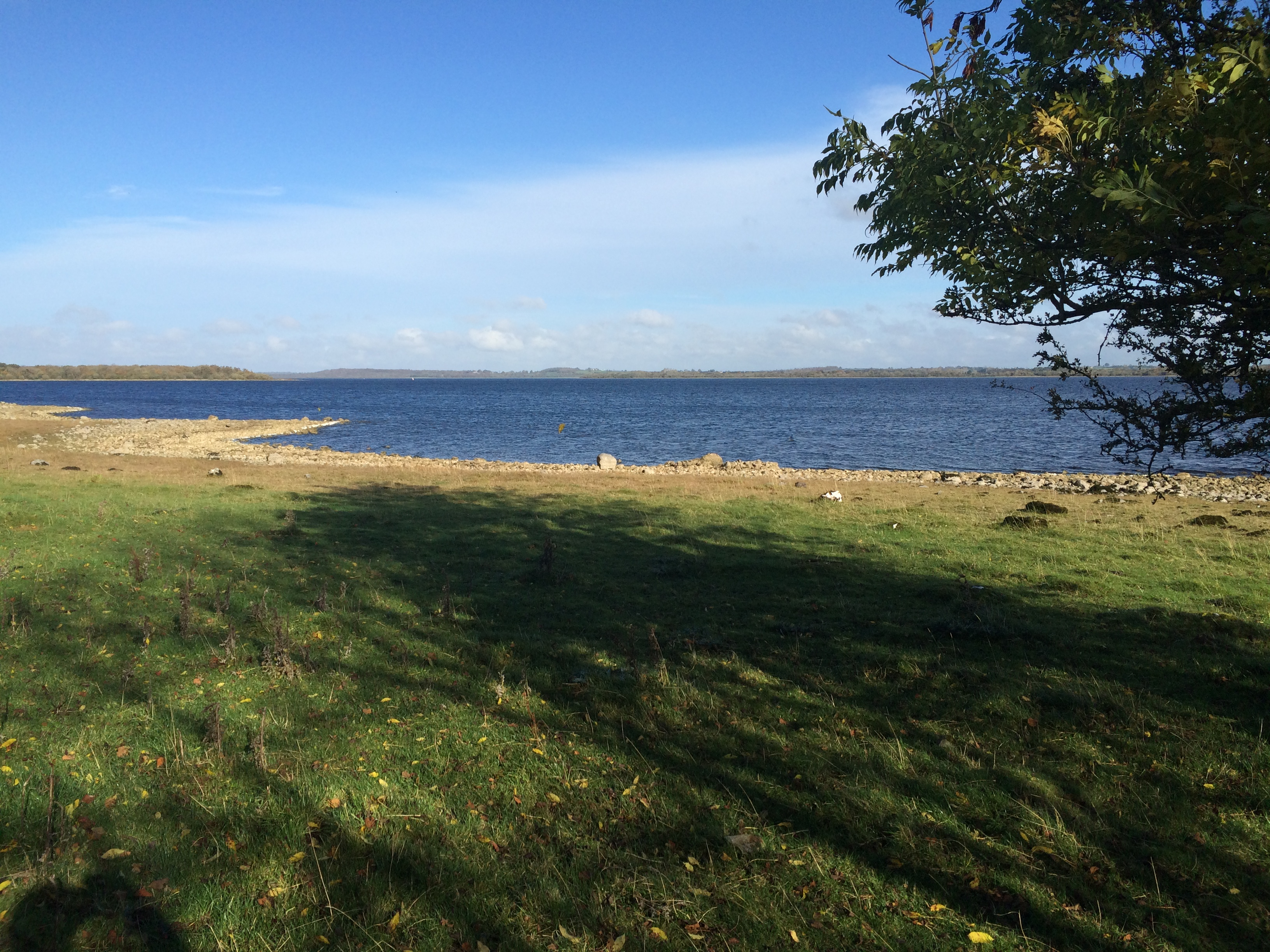
Port de Rindoon